# Navarra (1881)
El Navarra fue un crucero desprotegido de la clase Aragón de la Armada Española que fue construida entre los años 1869 y 1881 en el Arsenal de Ferrol. Permaneció en servicio desde 1882 hasta 1899, después de la guerra hispano-estadounidense de 1898, cuando fue desguazado.

## Historial
Fue construido en el astillero naval de Ferrol. Se encargó en mayo de 1869 y fue botado en agosto de 1881, siendo completado unos meses más tarde, ya en 1882; todo para servir a la acción naval colonial. Estaba armado con cuatro cañones de 150 mm, dos Armstrong de 120 mm, otras dos cañones Hontoria de 87 mm, cuatro cañones Krupp de 75 mm, dos ametralladoras y dos tubos lanzatorpedos. Aunque se presentó como una corbeta acorazada con cuatro cañones Armstrong de 230 mm en una batería central y unos 500 mm de blindaje en la línea de flotación, se decidió cambiar el plan y terminar el buque como un corbeta en 1870. Su maquinaria fue producida en Ferrol, siguiendo el modelo de la producida por la John Penn Company de Greenwich.
En el mes de octubre de 1887 visitó el puerto de Tánger con el crucero Castilla. El 10 de febrero de 1888 llegó a la bahía de Tánger  para llevar a Roma a una embajada marroquí. El 12 de febrero zarpó de Tánger con la embajada del Sultán de Marruecos. Llegó a Nápoles el 17 de febrero, donde permaneció hasta el día 10 de marzo, fecha en la que volvieron a embarcar los delegados de Marruecos. A causa de un temporal, el crucero recaló en Cartagena, para llegar finalmente a Tánger el 19 de marzo de 1887.
Con motivo de la inauguración de la Exposición Universal de Barcelona, el 20 de mayo de 1888 se reunieron en el puerto varios buques de la escuadra española, la fragata blindada Numancia, las fragata de hélice Gerona y Blanca, los cruceros Castilla y Navarra, Isla de Luzón e Isla de Cuba, el Destructor, los cañoneros Pilar y Cóndor y el transporte Legazpi. En los primeros años noventa fue destinado a Cuba, regresando años después a la península, donde fue destinado como escuela de marinería en Cádiz. El Navarra utilizado como buque depósito en sus últimos años, siendo finalmente dado de baja, desarmado y desguazado en 1899.